# Шелл-Лейк (Вісконсин)
Шелл-Лейк (англ. Shell Lake) — місто (англ. city) в США, в окрузі Вошберн штату Вісконсин. Населення — 1371 особа (2020).

## Географія
Шелл-Лейк розташований за координатами 45°43′35″ пн. ш. 91°54′36″ зх. д. / 45.72639° пн. ш. 91.91000° зх. д. (45.726370, -91.910025).  За даними Бюро перепису населення США в 2010 році місто мало площу 26,44 км², з яких 15,06 км² — суходіл та 11,38 км² — водойми.

## Демографія
Згідно з переписом 2010 року, у місті мешкало 1347 осіб у 594 домогосподарствах у складі 357 родин. Густота населення становила 51 особа/км².  Було 988 помешкань (37/км²).
Расовий склад населення:
| - 97,7 % — білих - 1,2 % — корінних американців - 0,3 % — азіатів - 0,1 % — чорних або афроамериканців |

До двох чи більше рас належало 0,5 %. Частка іспаномовних становила 0,6 % від усіх жителів.
За віковим діапазоном населення розподілялося таким чином: 22,0 % — особи молодші 18 років, 51,1 % — особи у віці 18—64 років, 26,9 % — особи у віці 65 років та старші. Медіана віку мешканця становила 46,1 року. На 100 осіб жіночої статі у місті припадало 81,0 чоловіків;  на 100 жінок у віці від 18 років та старших — 80,4 чоловіків також старших 18 років.
Середній дохід на одне домашнє господарство  становив 58 610 доларів США (медіана — 40 169), а середній дохід на одну сім'ю — 69 709 доларів (медіана — 55 125). Медіана доходів становила 45 197 доларів для чоловіків та 41 369 доларів для жінок. За межею бідності перебувало 14,6 % осіб, у тому числі 19,7 % дітей у віці до 18 років та 13,7 % осіб у віці 65 років та старших.
Цивільне працевлаштоване населення становило 490 осіб. Основні галузі зайнятості: освіта, охорона здоров'я та соціальна допомога — 32,7 %, виробництво — 16,1 %, транспорт — 8,4 %, мистецтво, розваги та відпочинок — 8,4 %.